# Kálmán Csathó
Kálmán Csathó (13. října 1881 Budapešť – 5. února 1964 Budapešť) byl maďarský dramatik, spisovatel a dlouholetý ředitel maďarského Národního divadla.

## Život
Vystudoval práva v Budapešti, divadlo studoval v Berlíně. V roce 1906 se vrátil do Maďarska a pracoval jako úředník na ministerstvu kultury. Obdržel státní stuipendium, díky kterému mohl absolvovat studijní cestu v Paříži. Od roku 1909 působil opět v Budapešti, nejprve jako režisér v Národním divadle, od roku 1919 pak jako jeho šéfrežisér. V roce 1936 se stal viceprezidentem Kisfaludy Society (Kisfaludy Társaság). V roce 1940 se stal ředitelem Maďarského divadla (Magyar Színház) a Divadla v Andrássyho ulici (Andrássy úti Színház). V letech 1933 až 1949 byl členem korespondentem Maďarské akademie věd V roce 1989 bylo jeho členství posmrtně obnoveno.

### Osobní život
Narodil se v rodině Ference Csathó z Csíkdelne (1845–1928), šlechtice a tajného rady, nositele velkokříže Řádu Františka Josefa. Jeho matkou byla šlechtična Etelka Pallay (1847–1929).
Dne 19. června 1911 se v Erzsébetváros v Budapešti oženil s herečkou Ilonou Aczél (1884–1940).
Byl pohřben na hřbitově Farkasréti (Farkasréti temető).

## Dílo
- A varjú a toronyórán (1916)
- Te csak pipálj, Ladányi (1916)
- Juliska néni (1918)
- Ibolyka/Pókháló (1920)
- Mikor az öregek fiatalok voltak (1921)
- Földiekkel játszó égi tünemény (1924)
- Leányok, anyák, nagyanyák I-III. (1928)
- Most kél a nap (1928)
- Leányos ház 1931-ben (1931)
- Kluger és társa (1933)
- Családfa (1934)
- A szép Juhászné (1936)
- Az én lányom nem olyan (1936)
- A kék táska
- A nők titka
- Maskara
- Vadászzsákmány (1940)
- A régi Nemzeti Színház (1960)
- Tavasztól tavaszig (1962)
- Írótársak között (1965)

### Dramata
- Az új rokon (1922)
- A házasságok az égben köttetnek (1925)
- Mi van a kulisszák mögött (1926)
- Matyika színésznő szeretne lenni (1929)
- Fűszer és csemege (1938)
- Ilyeneknek láttam őket (1957)
- A régi Nemzeti Színház (1960)
- Tavasztól tavaszig (1962)
- Lilla